# Polyphylla phongsali
Polyphylla phongsali är en skalbaggsart som beskrevs av Zidek 2006. Polyphylla phongsali ingår i släktet Polyphylla och familjen Melolonthidae. Inga underarter finns listade i Catalogue of Life.